# Студена бара
Студена бара (на македонска литературна норма: Студена Бара; на албански: Studena Bara) е село в Северна Македония, в община Куманово.

## География
Селото е разположено в котловината Блатия на десния бряг на река Пчиня.

## История
В края на XIX век Студена бара е българско село в Османската империя. Църквата „Света Богородица“ е от XIX век. По данни на секретаря на Българската екзархия Димитър Мишев („La Macédoine et sa Population Chrétienne“) в 1905 година Студена бара е село в Кумановска каза със 160 българи екзархисти, 30 власи и 12 цигани.
След Междусъюзническата война в 1913 година селото попада в Сърбия.
На етническата си карта от 1927 година Леонард Шулце Йена показва Студена бара (Studenabara) като село с неясен етнически състав.
В 1994 година броят на жителите е 403 жители – 401 северномакедонци и 2 сърби. Според преброяването от 2002 година селото има 344 жители.
| Националност     | Всичко |
| северномакедонци | 343    |
| албанци          | 0      |
| турци            | 0      |
| роми             | 0      |
| власи            | 0      |
| сърби            | 1      |
| бошняци          | 0      |
| други            | 0      |

## Личности
Родени в Студена бара
- Санде Стойчевски (р. 1948), северномакедонски поет, писател, преводач и литературен критик

Починали в Студена бара
- Атанас Константинов Влахов, български военен деец, майор, загинал през Втората световна война[5]
- Иван Димитров Фурнаджиев, български военен деец, поручик, загинал през Втората световна война[6]